# Monetaria caputdraconis
Monetaria caputdraconis is een slakkensoort uit de familie van de Cypraeidae. De wetenschappelijke naam van de soort werd in 1888 voor het eerst geldig gepubliceerd door James Cosmo Melvill. De soortnaam van deze soort komt van de Latijnse naam caputdraconis, wat "hoofd van de draak" betekent.

## Beschrijving
De schelp bereikt een lengte van ongeveer 15 tot 40 mm. Het is peervormig met vrij lange tanden. De basiskleur van de schelp is gelijkmatig bruin aan de rand, met veel geelachtige kleine vlekjes op de bovenkant van het dorsum.

## Verspreiding
Deze endemische soort wordt aangetroffen in de zee langs Paaseiland en Salas y Gómez, waar hij de soortgelijke Monetaria caputserpentis vervangt. Het wordt voornamelijk aangetroffen onder rifkoraalrotsen in het intergetijdengebied.